# سوزی (خواننده)
سوزی (به انگلیسی: Suzy)با نام اصلی سوزانا گوئررا (به انگلیسی: Susana Guerra) (زاده ۲۴ ژانویه ۱۹۸۰) خواننده پرتغالی است.
او در مسابقه آواز یوروویژن ۲۰۱۴ نماینده پرتغال بود.